# Canton de Ladoix-Serrigny
Le canton de Ladoix-Serrigny est une circonscription électorale française du département de la Côte-d'Or créée par le décret du 18 février 2014 et entrée en vigueur lors des élections départementales de 2015.

## Histoire
Un nouveau découpage territorial de la Côte-d'Or entre en vigueur à l'occasion des élections départementales de mars 2015, défini par le décret du 18 février 2014, en application des lois du 17 mai 2013 (loi organique 2013-402 et loi 2013-403). Les conseillers départementaux sont, à compter de ces élections, élus au scrutin majoritaire binominal mixte. Les électeurs de chaque canton élisent au Conseil départemental, nouvelle appellation du Conseil général, deux membres de sexe différent, qui se présentent en binôme de candidats. Les conseillers départementaux sont élus pour 6 ans au scrutin binominal majoritaire à deux tours, l'accès au second tour nécessitant 12,5 % des inscrits au 1er tour. En outre la totalité des conseillers départementaux est renouvelée. Ce nouveau mode de scrutin nécessite un redécoupage des cantons dont le nombre est divisé par deux avec arrondi à l'unité impaire supérieure si ce nombre n'est pas entier impair, assorti de conditions de seuils minimaux. Dans la Côte-d'Or, le nombre de cantons passe ainsi de 43 à 23. Le canton de Ladoix-Serrigny est formé de communes des anciens cantons de Beaune-Nord, de Beaune-Sud, de Nolay et de Seurre.

## Représentation
| Période élective | Période élective | Mandat | Mandat   | Identité     | Nuance | Nuance | Qualité |
| ---------------- | ---------------- | ------ | -------- | ------------ | ------ | ------ | --- |
| 2015             | 2021             | 2015   | 2021     | Anne Parent  |        | DVD    | Chef d'entreprise viticole à Pommard Présidente du Cercle national des femmes du vin                                                                                |
| 2015             | 2021             | 2015   | 2021     | Denis Thomas |        | LR     | Chargé de mission Adjoint au maire de Meursault (maire depuis 2020) Ancien conseiller général du canton de Beaune-Nord 9ème Vice-Président du Conseil départemental |
| 2021             | 2028             | 2021   | en cours | Anne Parent  |        | DVD    | Conseillère sortante |
| 2021             | 2028             | 2021   | en cours | Denis Thomas |        | LR     | Maire de Meursault 6ème Vice-Président du conseil départemental |

### Résultats détaillés

#### Élections de mars 2015
À l'issue du 1er tour des élections départementales de 2015, deux binômes sont en ballottage : Anne Parent et Denis Thomas (Union de la Droite, 47,98 %) et Noël Chouet et Cindy David (FN, 31,72 %). Le taux de participation est de 52,82 % (8 259 votants sur 15 635 inscrits) contre 53,86 % au niveau départemental et 50,17 % au niveau national.
Au second tour, Anne Parent et Denis Thomas (Union de la Droite) sont élus avec 66,03 % des suffrages exprimés et un taux de participation de 52,09 % (4 842 voix pour 8 142 votants et 15 631 inscrits).

#### Élections de juin 2021
Le premier tour des élections départementales de 2021 est marqué par un très faible taux de participation (33,26 % au niveau national). Dans le canton de Ladoix-Serrigny, ce taux de participation est de 36,99 % (5 906 votants sur 15 965 inscrits) contre 36,24 % au niveau départemental. À l'issue de ce premier tour, deux binômes sont en ballottage : Anne Parent et Denis Thomas (DVD, 48,47 %) et François Boye et Isabelle Geraldy (RN, 20,31 %).
Le second tour des élections est marqué une nouvelle fois par une abstention massive équivalente au premier tour. Les taux de participation sont de 34,3 % au niveau national, 37,05 % dans le département et 38,01 % dans le canton de Ladoix-Serrigny. Anne Parent et Denis Thomas (DVD) sont élus avec 77,24 % des suffrages exprimés (4 296 voix pour 6 047 votants et 15 907 inscrits),,.

## Composition
Le canton de Ladoix-Serrigny comprenait 38 communes entières à sa création.
| Nom                                     | Code Insee | Intercommunalité      | Superficie (km2) | Population (dernière pop. légale) | Densité (hab./km2) | Modifier                                    |
| --------------------------------------- | ---------- | --------------------- | ---------------- | --------------------------------- | ------------------ | ------------------------------------------- |
| Ladoix-Serrigny (bureau centralisateur) | 21606      | CA Beaune Côte et Sud | 24,96            | 1 783 (2022)                      | 71                 | modifier les données · modifier les données |
| Aloxe-Corton                            | 21010      | CA Beaune Côte et Sud | 2,63             | 135 (2022)                        | 51                 | modifier les données · modifier les données |
| Auxey-Duresses                          | 21037      | CA Beaune Côte et Sud | 11,09            | 297 (2022)                        | 27                 | modifier les données · modifier les données |
| Bligny-lès-Beaune                       | 21086      | CA Beaune Côte et Sud | 7,30             | 1 273 (2022)                      | 174                | modifier les données · modifier les données |
| Bouilland                               | 21092      | CA Beaune Côte et Sud | 16,65            | 242 (2022)                        | 15                 | modifier les données · modifier les données |
| Bouze-lès-Beaune                        | 21099      | CA Beaune Côte et Sud | 6,91             | 306 (2022)                        | 44                 | modifier les données · modifier les données |
| Chassagne-Montrachet                    | 21150      | CA Beaune Côte et Sud | 6,50             | 263 (2022)                        | 40                 | modifier les données · modifier les données |
| Chevigny-en-Valière                     | 21170      | CA Beaune Côte et Sud | 5,50             | 409 (2022)                        | 74                 | modifier les données · modifier les données |
| Chorey-les-Beaune                       | 21173      | CA Beaune Côte et Sud | 5,59             | 596 (2022)                        | 107                | modifier les données · modifier les données |
| Combertault                             | 21185      | CA Beaune Côte et Sud | 3,92             | 539 (2022)                        | 138                | modifier les données · modifier les données |
| Corberon                                | 21189      | CA Beaune Côte et Sud | 11,72            | 429 (2022)                        | 37                 | modifier les données · modifier les données |
| Corcelles-les-Arts                      | 21190      | CA Beaune Côte et Sud | 5,47             | 435 (2022)                        | 80                 | modifier les données · modifier les données |
| Corgengoux                              | 21193      | CA Beaune Côte et Sud | 12,53            | 381 (2022)                        | 30                 | modifier les données · modifier les données |
| Corpeau                                 | 21196      | CA Beaune Côte et Sud | 4,67             | 962 (2022)                        | 206                | modifier les données · modifier les données |
| Ébaty                                   | 21236      | CA Beaune Côte et Sud | 2,13             | 255 (2022)                        | 120                | modifier les données · modifier les données |
| Échevronne                              | 21241      | CA Beaune Côte et Sud | 8,69             | 309 (2022)                        | 36                 | modifier les données · modifier les données |
| Levernois                               | 21347      | CA Beaune Côte et Sud | 3,73             | 364 (2022)                        | 98                 | modifier les données · modifier les données |
| Marigny-lès-Reullée                     | 21387      | CA Beaune Côte et Sud | 10,02            | 214 (2022)                        | 21                 | modifier les données · modifier les données |
| Mavilly-Mandelot                        | 21397      | CA Beaune Côte et Sud | 9,80             | 173 (2022)                        | 18                 | modifier les données · modifier les données |
| Meloisey                                | 21401      | CA Beaune Côte et Sud | 12,27            | 321 (2022)                        | 26                 | modifier les données · modifier les données |
| Merceuil                                | 21405      | CA Beaune Côte et Sud | 13,80            | 814 (2022)                        | 59                 | modifier les données · modifier les données |
| Meursanges                              | 21411      | CA Beaune Côte et Sud | 14,26            | 591 (2022)                        | 41                 | modifier les données · modifier les données |
| Meursault                               | 21412      | CA Beaune Côte et Sud | 16,22            | 1 376 (2022)                      | 85                 | modifier les données · modifier les données |
| Montagny-lès-Beaune                     | 21423      | CA Beaune Côte et Sud | 6,04             | 772 (2022)                        | 128                | modifier les données · modifier les données |
| Monthelie                               | 21428      | CA Beaune Côte et Sud | 3,14             | 146 (2022)                        | 46                 | modifier les données · modifier les données |
| Nantoux                                 | 21450      | CA Beaune Côte et Sud | 6,58             | 168 (2022)                        | 26                 | modifier les données · modifier les données |
| Pernand-Vergelesses                     | 21480      | CA Beaune Côte et Sud | 5,59             | 240 (2022)                        | 43                 | modifier les données · modifier les données |
| Pommard                                 | 21492      | CA Beaune Côte et Sud | 10,05            | 444 (2022)                        | 44                 | modifier les données · modifier les données |
| Puligny-Montrachet                      | 21512      | CA Beaune Côte et Sud | 7,28             | 353 (2022)                        | 48                 | modifier les données · modifier les données |
| Ruffey-lès-Beaune                       | 21534      | CA Beaune Côte et Sud | 15,44            | 742 (2022)                        | 48                 | modifier les données · modifier les données |
| Saint-Aubin                             | 21541      | CA Beaune Côte et Sud | 9,42             | 195 (2022)                        | 21                 | modifier les données · modifier les données |
| Saint-Romain                            | 21569      | CA Beaune Côte et Sud | 19,65            | 200 (2022)                        | 10                 | modifier les données · modifier les données |
| Sainte-Marie-la-Blanche                 | 21558      | CA Beaune Côte et Sud | 6,79             | 917 (2022)                        | 135                | modifier les données · modifier les données |
| Santenay                                | 21582      | CA Beaune Côte et Sud | 10,36            | 852 (2022)                        | 82                 | modifier les données · modifier les données |
| Savigny-lès-Beaune                      | 21590      | CA Beaune Côte et Sud | 35,98            | 1 300 (2022)                      | 36                 | modifier les données · modifier les données |
| Tailly                                  | 21616      | CA Beaune Côte et Sud | 4,57             | 200 (2022)                        | 44                 | modifier les données · modifier les données |
| Vignoles                                | 21684      | CA Beaune Côte et Sud | 6,72             | 919 (2022)                        | 137                | modifier les données · modifier les données |
| Volnay                                  | 21712      | CA Beaune Côte et Sud | 7,55             | 225 (2022)                        | 30                 | modifier les données · modifier les données |
| Canton de Ladoix-Serrigny               | 2117       |                       | 371,52           | 20 140 (2022)                     | 54                 | modifier les données                        |

## Démographie
En 2022, le canton comptait 20 140 habitants, en évolution de −0,46 % par rapport à 2016 (Côte-d'Or : +0,82 %, France hors Mayotte : +2,11 %).
| 2013   | 2018   | 2022   |
| ------ | ------ | ------ |
| 20 227 | 20 264 | 20 140 |